# Heinrich Eberbach
Heinrich Eberbach (24. november 1895 – 13. juli 1992) var en tysk pansergeneral under 2. verdenskrig.

## 1. verdenskrig
I slutningen af 1914 kæmpede Eberbach i Frankrig som korporal. I februar 1915 blev han forfremmet til løjtnant og såret to gange og mistede næsen på grund af en fransk kugle (han fik en af gummi i stedet). Han blev taget til fange af franskmændene. I 1916 blev han udvekslet med en fransk fange og i 1918 blev han sendt til Palæstina. Da han talte tyrkisk, gjorde han tjeneste i staben på den tyrkiske 8. armé.

## Mellemkrigsårene
I 1920'erne var Eberbach ved politiet i Württemberg, og i 1935 trådte han igen ind i hæren. I 1937 blev han forfremmet til oberstløjtnant, og i 1938 blev han leder af 35. panserregiment, som var en del af den nyformerede 4. panserdivision under generalmajor Georg-Hans Reinhardt i Bamberg.

## 2. Verdenskrig
Eberbach deltog i Felttoget i Polen (1939) og anførte 35. Panserregiment i slag ved Łódź og ind i Warszawa.
Under slaget om Frankrig i 1940 støttede Oberst Eberbach general Manteuffels offensiv over Meuse-floden ind i Flandern og videre til Lyon.
I juni 1941 var han chef for 5. panserbrigade i generaloberst Guderians 24. korps og deltog i Operation Barbarossa: invasionen af Sovjetunionen. I marts 1942 blev han forfremmet til generalmajor og blev chef for 4. panserdivision i Tula. Senere blev han chef for 48. panserkorps, som opererede i omegnen af Kijev.
I slutningen af november 1942 blev Eberbach såret ved Stalingrad og lå på hospital i Tyskland indtil i februar. Kort tid efter blev han inspektør for pansertropperne i hjemmehæren, fik ridderkoset og blev forfremmet til generalløjtnant.
I november 1943 blev Eberbach chef for Heeresgruppe Nikopol og kæmpede i slag omkring Zhitomir i Sovjetunionen. I december blev han ramt af en nyresygdom og blev senere inspektør for pansertropperne.
I starten af 1944 blev Eberbach forfremmet til general i pansertroppern. Under invasionen i Normandiet kæmpede han mod de britiske og canadiske landsætninger på Juno og Sword Beach. I juli overtog han kommandoen over "Panzergruppe West" i området ved Caen; efter en reorganisering kom hans enhed til at hedde 5. Panserarmé. I august dannede han "Panzergruppe Eberbach" i 7. tyske armé under det mislykkede forsøg på at generobre Avranches, og senere blev han chef for hele 7. armé.
I slutningen af august 1944 anmodede Eberbach indtrængende om at de tyske tropper straks skulle trækkes tilbage østpå gennem hullet i Falaise-lommen inden de allierede tropper kunne omringe dem. Den tyske general Walter Warlimont afslog hans anmodning. Den 31. august blev Eberbach taget til fange af briterne ved Amiens, mens han var på en rekognosceringspatrulje.

## Efter 2. verdenskrig
Eberbach var interneret i en krigsfangelejr indtil 1948 og kort efter blev han direktør for en velgørende protestantisk organisation.

## Æresbevisninger
- Jernkorset 1. og 2. klasse
- Jernkorsets ridderkors med egeløv
  - Ridderkors (4. juli 1940)
  - 42. Egeløv (31. december 1941)